# Kari Kuivalainen
Kari Kuivalainen (14 de novembre de 1961) és un cantant i compositor finès, més conegut per la seva participació en el Festival de la Cançó d'Eurovisió 1986.

## Carrera
Va començar la seva carrera musical com a bateria a la banda Menneisyyden Vangit, amb els qui va treballar durant gairebé deu anys.
Després d'això, va començar a exercir com a compositor. Al 1985, la seva cançó "Haaveissa vainko oot mun?" va ser interpretada per Riki Sorsa en la selecció nacional finlandesa per a triar a un representant per al Festival de la Cançó d'Eurovisió d'aquest mateix any, però va finalitzar en el 2n lloc.
A l'any següent, va escriure la cançó "Päivä kahden ihmisen", la que seria originalment interpretada per Kaija Koo. No obstant això, ella va declinar a participar, per la qual cosa Kuivalainen va decidir concursar en la final nacional, on finalment, va ser triat per a ser el següent representant del país nòrdic en la 31a edició del Festival de la Cançó d'Eurovisió 1986 celebrat a Bergen, Noruega el 3 de maig. Abans del festival, Kuivalainen va canviar algunes parts de la lletra de la cançó, i encara que va ser interpretada íntegrament en finès, el títol va ser canviat a l'anglès com "Never the End". La cançó va aconseguir 22 punts i es va posicionar en el 15è lloc.
Posteriorment va tornar a la banda Menneisyyden Vangit, al costat del seu amic Vicky Rosti.